# Dell City
La ville américaine de Dell City est située dans le comté de Hudspeth, dans l’État du Texas. Elle comptait 413 habitants lors du recensement de 2000.

## Histoire
Dell City a été incorporée en 1948.

## Source
- (en) Cet article est partiellement ou en totalité issu de l’article de Wikipédia en anglais intitulé « Dell City, Texas » (voir la liste des auteurs).